# Włodzimierz Kiniorski
Włodzimierz Andrzej Kiniorski, ps. „Kinior” (ur. 15 lipca 1952 w Zagnańsku) – polski muzyk, kompozytor, multiinstrumentalista grający m.in. na saksofonie. Członek Stowarzyszenia Autorów ZAIKS, PSJ, SAWP.

## Kariera muzyczna
Wywodzi się ze środowiska jazzowego. Swą muzyczną przygodę rozpoczynał w amatorskich grupach młodzieżowych Elektrony, a później Farady z Radomia. Kolejny - już bardziej dojrzały etap w karierze muzyka to jego działalność jako współzałożyciela radomskich formacji Stop, a następnie Integracja, którą współtworzył m.in. ze Stanisławem Zybowskim, Wojciechem Jaske i Zbigniewem Nowakowskim. Obydwa zespoły były nagradzane na lokalnych przeglądach i konkursach, zaś pierwsze muzyczne przeprowadzki saksofonisty związane są z Kielcami i Częstochową.
W kolejnych latach zyskał on uznanie zarówno wśród muzyków, publiczności, jak i krytyków, zdobywając wiele nagród na festiwalach jazzowych w kraju (m.in. Jazz Juniors, Jazz nad Odrą, Nagroda im. Krzysztofa Komedy) i za granicą. Wraz z rozwojem kariery do free jazzowych korzeni doszła jego fascynacja muzyką etniczną, elektroniczną i współczesną.
Przez słuchaczy kojarzony głównie ze współpracy z zespołami: Tie Break, Izrael, Young Power, Graal czy Brygada Kryzys. Nagrywał, bądź koncertował także z Bobem Stewartem, Steve’em Kindlerem, Tomaszem Stańką, Michałem Urbaniakiem, Stanisławem Sojką, Grzegorzem Ciechowskim (Obywatel G.C.), a także z innymi oprócz Izraela, reggaeowymi formacjami – to jest: Daab, R.A.P., Trebunie-Tutki (jako Trebunie Tutki and Kinior Orchestra) i Twinkle Brothers. Ponadto współpracował z takimi zespołami (w tym z tymi założonymi przez siebie) i wykonawcami jak: Blejtram (jednym z członków grupy był kilkunastoletni wówczas student Włodek Pawlik), Sunday Band, Moko, Stan d'Art, Free Cooperation, PAFF, KI-NO (Kiniorski-Nowakowski), Mamadou Diouf (jako Mamadou Diouf and Kinior Orchestra), Norman Grant, Plastig Bag, czy Sony Robertson.
Jest autorem muzyki do filmów dokumentalnych: Andrzej Strumiłło, Dalaj Lama i Zdzisław Beksiński. Realizował działania multimedialne między innymi z Piotrem Bikontem, Markiem Chołoniewskim, Pawłem Dudzińskim, Krzysztofem Knittlem i Marcinem Krzyżanowskim.
Artysta jest także związany z Teatrem im. Stanisława Ignacy Witkiewicza w Zakopanem, Teatrem Klinika Lalek w Wolimierzu, Teatrem Powszechnym w Warszawie, Teatrem Bückleina w Krakowie. W 1997 roku otrzymał Złotą Maskę za muzykę do sztuki Eugèna Ionesco pt. Krzesła, którą wystawiano w Teatrze Śląskim im. Stanisława Wyspiańskiego w Katowicach. Jest także inicjatorem festiwalu Flap People w Łodzi.
W 1986 roku w studiu Polskiego Radia zrealizował cykl nagrań solowych pt. Nang Pa, zainspirowaną muzyką współczesną. W 1987 roku wystąpił na Festiwalu w Jarocinie, gdzie zagrał z muzyki współpracującymi z nim w pracowni artystycznej PAFF. Na przełomie lat 80 i 90. mieszkał w Londynie, gdzie wziął udział w nagraniu albumu grupy Izrael pt. 1991. Ponadto reprezentował Polskę na Targach Expo 98 w Lizbonie.
28 października 2003 roku wziął udział w Zaduszkach Jazzowych, połączonych z obchodami 30-lecia radomskiej grupy jazz-rockowej Integracja, które odbyły się w Radomiu w MDK przy ul. Daszyńskiego.
Muzyk uczestniczył w nagraniach kilkudziesięciu płyt. Wydał cztery albumy solowe.
Praktykuje buddyzm.

## Ważniejsze nagrody i wyróżnienia[1]
- 1973 – Nagroda za kompozycję Ptasi kierat, wykonaną z własną grupą Stop oraz nagroda indywidualna (z inicjatywy Zbigniewa Namysłowskiego) w postaci udziału w Warsztatach Muzycznych w Chodzieży[3][4]
- 1975 – II miejsce dla zespołu Integracja na III Młodzieżowym Festiwalu Muzycznym w Katowicach[12]
- ? – Jazz Juniors – Nagroda Główna dla zespołu Moko (lider, instrumentalista grupy)
- 1985 – Nagroda im. Krzysztofa Komedy (Nagroda indywidualna)
- 1986 – Jazz nad Odrą – Grand Prix dla formacji Stan d’Art (współzałożyciel, kompozytor, instrumentalista zespołu)
- 1987 – 3. miejsce na liście saksofonistów tenorowych, według ankiety czasopisma Jazz Forum
- 1994 – nagroda na Festiwalu Polskich Wideoklipów Yach Film dla teledysku do utworu ’O sole mio (reż. Robert Baliński)
- 1994 – Nagroda Wojewody Kieleckiego za pełną zaangażowania pracę na rzecz upowszechniania na Kielecczyźnie szeroko rozumianej kultury
- 1996 – Nagroda Dyrektora Wydziału Kultury, Sportu i Turystyki Urzędu Wojewódzkiego w Kielcach za pełną zaangażowania pracę na rzecz tworzenia i upowszechniania kultury
- 1996 – Skrzydła '96 (nagroda redakcji dziennika Słowo Ludu): za całokształt twórczości artystycznej i promowanie Kielecczyzny poza jej granicami
- 1996 – Album pt. ...w Sherwood (płyta zespołu Trebunie-Tutki z udziałem W. Kiniorskiego, Adriana Sherwooda, Twinkle Brothers i chóru afrykańskiego) został uznany trzecim albumem dziesięciolecia Word Charts Europe EBU /
- 1997 – Złota Maska '97” za muzykę do sztuki pt. Krzesła, autorstwa Eugèna Ionesco, wystawianego w Teatrze Śląskim im. Stanisława Wyspiańskiego w Katowicach (nagroda artystyczna Wojewodów: Bielskiego, Częstochowskiego, Katowickiego i Opolskiego)
- 2000 – African Snow – „Płyta września 2000” w kategorii: World music w World Entertainment Network na liście przebojów Word Music Charts Europe (w latach 1994, 1996, 1999)
- 2001 – odznaczony Srebrny Krzyż Zasługi wręczony przez Prezydenta Rzeczypospolitej Polskiej
- 2007 – „Wyróżnienie Gminy Zagnańsk” dla szczególnie zasłużonego w rozwoju gminy
- 2012 – Świętokrzyska Nagroda Kultury

## Dyskografia
- 1987: Stan d'Art – Undergrajdoł[1]
- 1987: Kobranocka – Kwiaty na żywopłocie (gościnnie)[13]
- 1987: Young Power – Young Power[14]
- 1988: Young Power – Nam Myo Ho Renge Kyo[15]
- 1989: Ireneusz Dudek – Nowa płyta[16]
- 1991: Izrael – 1991[17]
- 1991: Paff – 1989[18]
- 1992: Brygada Kryzys – Cosmopolis[7]
- 1993: Opera, Gawliński i Opera 1987–1988[19]
- 1994: Izrael – Życie jak muzyka – Live ’93[17]
- 1997: Graal – Darmozjad[1]
- 2000: Trebunie-Tutki & Orkiestra Kiniora – Góral-Ska Apo-Calipso[1]
- 2002: K.A.S.A. – Za friko[16]
- 2004: Trebunie-Tutki & Orkiestra Kiniora – Etno Techno[1]
- 2006: Kinior Sky Orkiestra – Odmieniec[1]
- 2006: Izrael – W Koperniku – Live[17]
- 2007: Graal – Live In Bohema Jazz Club[1]
- 2007: Krzysztof Trebunia Tutka & Kinior – Juhaskie Bazynio[1]
- 2008: Kinior i Bielinianki – Ludovizja[1]
- 2008: Izrael, Dża ludzie[17]
- 2009: Ch&K&K (M. Chołoniewski, K. Knittel, W. Kiniorski) – Myriam[1]
- 2010: Augusta i Kinior – Bee[1]
- 2010: Augusta i Kinior – Intarsja[1]
- 2010: Izrael – Izrael meets Mad Professor & Joe Ariwa[16]
- 2011: Dorota Ficoń & Włodzimierz KINIOR Kiniorski – Popylone pienie (Witkacy)[1][20]
- 2014: Pomianowska & Kinior – Dwugłowy smok. Festiwal Wolność i Pokój[21]
- 2016: Grażyna Szapołowska – Kochaj mnie[22]

Albumy solowe:
- 2019: Falując[23]

## Filmografia
Muzyka
- Pijak (1990)
- Trucizna (1996)
- Park (1999)
- Człowieku (2005)
- Klajmax (2011)
- Wątpliwości (2012)
- Incydent (2012)
- Grudniowe rozmowy (2012)
- Dreamland (2018)

Opracowania muzyczne
- Classic Polo (1996)

Wykonanie muzyki
- Classic Polo (1996)
- Darmozjad polski (1997)
- Ja się nie boję braci Rojek (2003)